# West Conshohocken
West Conshohocken é um distrito localizado no estado norte-americano de Pensilvânia, no Condado de Montgomery.

## Demografia
Segundo o censo norte-americano de 2000, a sua população era de 1446 habitantes.
Em 2006, foi estimada uma população de 1497, um aumento de 51 (3.5%).

## Geografia
De acordo com o United States Census Bureau tem uma área de
2,3 km², dos quais 2,2 km² cobertos por terra e 0,1 km² cobertos por água.

## Localidades na vizinhança
O diagrama seguinte representa as localidades num raio de 8 km ao redor de West Conshohocken.